# Reinhold Pauli (Theologe)

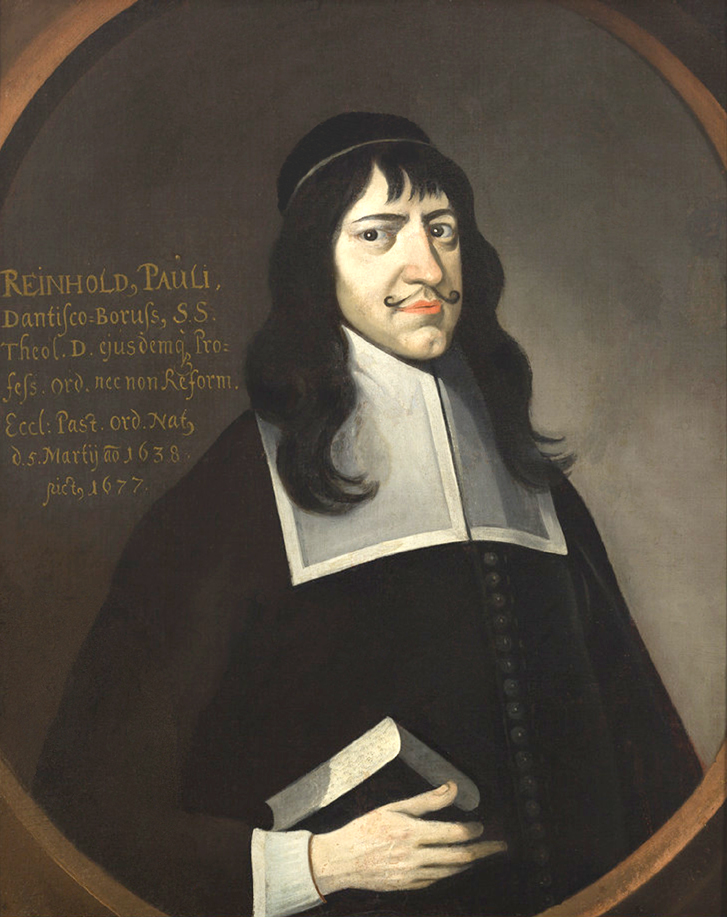
Porträt von 1677

Reinhold Georg Pauli (* 5. März 1638 in Danzig; † 11. Dezember 1682 in Marburg) war ein deutscher reformierter Theologe, Prediger und Hochschullehrer.

## Leben
Pauli war Sohn des Danziger Predigers und Professors Georg Pauli. Er besuchte ab 1655 das Gymnasium in Danzig sowie das Gymnasium in Bremen. Ab 1657 folgte das Studium der Theologie an der Universität Marburg. Für das Jahr 1658 sind Reisen nach Frankfurt am Main und Herborn belegt. Ab 1659 reiste er durch Europa und vervollständigte sein Studium durch Besuche in Duisburg, Groningen, Leyden, Utrecht, Den Haag, Franeker, Königsberg in Preußen, Deventer, Steinfurt, Hanne, Nijmegen und schließlich wieder Leyden. Seine Promotion zum Dr. theol. wurde mit der Dissertation De Melchisedeco am 22. November 1666 an der Universität Heidelberg vollzogen.
Pauli nahm 1666 einen Ruf als Professor der Theologie an das Gymnasium Arnoldinum nach Steinfurt an. Dort verblieb er bis 1670. Am 11. Juli 1670 wurde er außerordentlicher Professor der Theologie an der Marburger Universität. 1671 erhielt er zugleich die Stelle als Pfarrer der reformierten Gemeinde in Marburg. Seine Beförderung zum vierten ordentlichen Professor der Theologie in Marburg erhielt er 1674. 1678 und 1682 war er Dekan der theologischen Fakultät und 1679 Rektor der Universität.
Pauli war mit Maria Elisabeth Tossanus (1648–1697), der Tochter des Heidelberger Theologieprofessors Daniel Tossanus der Jüngere verheiratet. Aus der Ehe stammt unter anderem der Prediger Hermann Reinhold Pauli sowie Louise Catharina Mieg (1671–1740), die mit dem Theologieprofessor Ludwig Christian Mieg verheiratet war. Der Direktor des kurpfälzischen Ehegerichts Johann Friedrich Mieg, der Kirchenrat und Prediger Ludwig Georg Mieg sowie der Theologieprofessor Johann Kasimir Mieg waren damit seine Enkel, Johann Friedrich Mieg, ein reformierter Prediger, Freimaurer und Illuminat, sein Urenkel. Außerdem zählen Ernst Ludwig Pauli, Hermann Gottfried Pauli, Georg Jakob Pauli zu seinen Enkeln.

## Werke (Auswahl)
- Disputatio Theologica Inauguralis De Melchisedeco, Walter, Heidelberg 1666.
- Abschied an die Herren Jesuiten in Bentheim, 1670.
- De Revelatione Prophetica , Schadewitz, Marburg 1674.
- De Vita Aeterna, Schadewitz, Marburg 1679.
- Collegium Anti-Socinianum, Marburg 1679.
- Christliche Betrachtung über die Bedeutung der Cometen, Marburg 1681.